# Paccheri
Les paccheri sont de grosses pâtes courtes en forme de tube. Elles sont traditionnellement originaires de Naples et réalisées avec de la semoule de blé dur.
Les paccheri ont un diamètre de 28 millimètres, une longueur moyenne de 46 millimètres et leur épaisseur mesure de 1,18 à 1,26 millimètres.
Les Napolitains appellent aussi ce type de pâtes paccare, dont la traduction en italien est schiaffo (« gifle »). Il se pourrait que, dans la tradition populaire, on voulait rappeler leur consistance grosse et lourde comme une gifle bien placée.
Ils bénéficient d'une appellation au titre des produits agroalimentaires traditionnels italiens.
Le terme dérive du grec ancien (de πας, « tout » et χειρ, « main ») des premiers fondateurs de Parthénope.
Ce format de pâte géante s'accommode particulièrement avec des sauces épaisses, telles que la sauce génoise ou le ragù. Grâce à leur dimension, les paccheri peuvent être également farcis de ricotta ou autres ingrédients, ou bien servis avec un ragoût.
En italien, dans le langage courant, le terme pacchero (singulier de paccheri) est souvent utilisé dans le sens de donner une tape à quelqu'un. Et aussi les expressions : Stare sotto al pacchero, rester sous l'autorité de quelqu'un et Dare un pacchero a mano smerza : donner une gifle avec le dos de la main.